# Tabria
Tabria – wieś w Estonii, w prowincji Pärnu, w gminie Are.